# Ricardo Chamorro
Ricardo Chamorro Delmo (1 de janeiro de 1977) é um político espanhol. Atualmente assume as funções de deputado no Congresso dos Deputados de Espanha.
Delmo é advogado por formação e é formado em Direito pela Universidade de Navarra. Nas eleições gerais espanholas de abril de 2019, foi eleito para representar o círculo eleitoral da Ciudad Real no Congresso dos Deputados e foi reeleito nas eleições de novembro daquele ano.